# Pyrgomantis singularis
Pyrgomantis singularis es una especie de mantis de la familia Tarachodidae.

## Distribución geográfica
Se encuentra en Kenia, Tanzania, y  Natal, y Transvaal en (Sudáfrica).